# Чемпіонат світу з баскетболу 1950
Чемпіонат світу з баскетболу 1950 року — чемпіонат світу з баскетболу, що проходив у Буенос-Айресі з 22 жовтня по 3 листопада 1950 року.

## Учасники
Учасники чемпіонату були визначені ФІБА у 1948 році. У турнірі повинні були брати участь країна-організатор (Аргентина), три медалісти Олімпіади 1948 (США, Франція та Бразилія), чемпіон Європи 1949 року — Єгипет, дві найкращі команди європейського кваліфікаційного турніру, що проходив у Ніцці (Франція) — Італія та Іспанія, дві найкращі збірні чемпіонату Південної Америки 1949 року — Уругвай та Чилі і одна збірна за рішенням країни-організатора — Еквадор.
США не поставилися до турніру надто серйозно, відправивши до Аргентини команду Denver Chevrolets.
Італія відмовилась від участі у чемпіонаті, її замінила збірна Югославії. Уругвай був замінений (за політичних обставин) на збірну Перу.

## Регламент змагань
За регламентом спочатку пройшли попередні матчі, потім додаткові відбірні матчі. На фінальній стадії утворились дві групи, одна розіграла 1–6 місця, друга 7–10 місця.

## Відбіркові матчі

### 1 раунд
- 22 жовтня  Перу —  Югославія 33:27
- 22 жовтня  Єгипет —  Еквадор 43:37

### 2 раунд
- 23 жовтня  США —  Чилі 37:33
- 23 жовтня  Аргентина —  Франція 56:40
- 23 жовтня  Перу —  Бразилія 33:40
- 23 жовтня  Єгипет —  Іспанія 57:56

## Додаткові відбіркові матчі

### 1 раунд
- 24 жовтня  Чилі —  Югославія 40:24
- 24 жовтня  Еквадор —  Франція 43:48

### 2 раунд
- 25 жовтня  Іспанія —  Чилі 40:54
- 25 жовтня  Франція —  Перу 49:46 (ОТ)

## 7 - 10 місця
| М   | Команда   | В | П | МЗ  | МП  | О |
| --- | --------- | - | - | --- | --- | - |
| 7.  | Перу      | 3 | 0 | 140 | 123 | 6 |
| 8.  | Еквадор   | 2 | 1 | 142 | 140 | 5 |
| 9.  | Іспанія   | 1 | 2 | 89  | 97  | 4 |
| 10. | Югославія | 0 | 3 | 83  | 93  | 2 |

- 27 жовтня  Еквадор —  Югославія 45:40
- 27 жовтня  Перу —  Іспанія 43:37
- 29 жовтня  Перу —  Югославія 46:43 (ОТ)
- 29 жовтня  Еквадор —  Іспанія 54:50
- 30 жовтня  Іспанія —  Югославія 2:0 (неявка)
- 30 жовтня  Еквадор —  Перу 43:51

## 1 - 6 місця
| М  | Команда   | В | П | МЗ  | МП  | О  |
| -- | --------- | - | - | --- | --- | -- |
| 1. | Аргентина | 5 | 0 | 300 | 200 | 10 |
| 2. | США       | 4 | 1 | 221 | 200 | 9  |
| 3. | Чилі      | 2 | 3 | 209 | 233 | 7  |
| 4. | Бразилія  | 2 | 3 | 214 | 182 | 7  |
| 5. | Єгипет    | 2 | 3 | 158 | 208 | 7  |
| 6. | Франція   | 0 | 5 | 173 | 252 | 5  |

- 27 жовтня  Франція —  Чилі 44:48
- 27 жовтня  Єгипет —  США 32:34
- 29 жовтня  Єгипет —  Франція 31:28
- 29 жовтня  Аргентина —  Бразилія 40:35
- 30 жовтня  Аргентина —  Чилі 62:41
- 30 жовтня  Бразилія —  США 42:45
- 31 жовтня  Бразилія —  Єгипет 38:19
- 31 жовтня  Аргентина —  Франція 66:41
- 1 листопада  Чилі —  США 29:44
- 1 листопада  Аргентина —  Єгипет 68:33
- 2 листопада  Франція —  США 33:48
- 2 листопада  Бразилія —  Чилі 40:51
- 3 листопада  Чилі —  Єгипет 40:43
- 3 листопада  Бразилія —  Франція 59:27
- 3 листопада  Аргентина —  США 64:50

## Символічна збірна турніру
- Оскар Фурлонг
- Джон Станіч
- Руфіно Бернедо
- Альваро Сальвадорес
- Рікардо Гонсалес